# 2011年7月英國

## 7月31日
- 在野工黨批評聯合政府把部份投放到貧窮地區的英格蘭國民保健署經費，轉移到一些較富裕的地區，漠視基層對公營醫療服務的需要。衛生大臣凌士禮則反駁，英格蘭貧窮和富有地區獲得的國民保健署經費，在聯合政府治下都有所增加。BBC （页面存档备份，存于）
- 在野工黨認為聯合政府有必要公開他們與新聞集團就英國天空廣播收購一事上的談判內容，並要求英揆大衛·卡梅倫要「清楚交代」他們與梅鐸家族間的關係。BBC （页面存档备份，存于）

## 7月26日
- 政府最新數字顯示，英國2011年第二季國民生產總值只錄得百分之0.2增長，較第一季的百分之0.5下跌百分之0.3。政府發言人解釋，日本大地震等一次性負面因素，是增長放緩的原因之一。財相歐思邦雖然對經濟增長的消息表示歡迎，但工黨影子財相博雅文則指責政府的削減公共開支政策拖垮經濟復甦。BBC （页面存档备份，存于）
- 英揆大衛·卡梅倫否認首相府和財政部之間在財政政策出現分歧，並強調「百分百」支持財相歐思邦的削減公共開支方案。BBC （页面存档备份，存于）

## 7月24日
- 流行音樂界人士對爵士女歌手艾米·懷恩豪斯日前在倫敦家中猝死致悼，對她的離世感到惋惜。懷恩豪斯曾獲格萊美獎等多個獎項，但近年備受酗酒和濫藥等問題困擾，她終年只有27歲。BBC （页面存档备份，存于）、BBC （页面存档备份，存于）
- 外相夏偉林表示會從日前挪威發生的爆炸和槍擊事件汲取經驗，全面評估英國可能面臨的各種恐怖襲擊威脅，不過他強調阿爾蓋達組織目前仍然是對英國最大的威脅。BBC （页面存档备份，存于）

## 7月22日
- 兩名前《世界新聞報》高層表示曾向新聞國際主席詹姆斯·梅鐸反映竊聽醜聞比想像中嚴重，反駁詹姆斯向國會文化媒體體育委員會時供稱對竊聽醜聞並不知情的說法。英揆大衛·卡梅倫認為詹姆斯有必要接受國會進一步提問，有在野工黨下議員更要求警方對詹姆斯展開調查。BBC （页面存档备份，存于）
- 財相歐思邦歡迎歐元區國家領袖決定再向希臘提供1,090億歐元貸款，以協助該國化解債務危機，並讚揚歐元區國家領袖採取了「果斷的經濟行動」。歐思邦強調英國不會參與行動，但表示歐元區的穩定關乎英國的「重大利益」，認為歐元長遠應進行改革。BBC （页面存档备份，存于）

## 7月21日
- 斯托克波特醫院生理鹽水被加入胰島素一案，警方證實再多一名83歲男病人和一名84歲女病人死亡，令因事件死亡的總人數增至五人。BBC （页面存档备份，存于）
- BBC消息透露，白金漢宮將宣佈約克公爵將不再擔任英國貿易及投資特別代表。約克公爵自2001年起以不受薪的形式出任特別代表一職，但任內多次被揭發與多名富爭議的人物有來往。BBC （页面存档备份，存于）

## 7月20日
- 英揆大衛·卡梅倫在下議院發言，對曾經聘用捲入竊聽醜聞的《世界新聞報》前總編輯安迪·庫爾森出任保守黨傳訊總監感到「遺憾」和「歉意」，認為事後看來，當初不應該聘用庫爾森。在野工黨黨魁文立彬抨擊，卡梅倫當初聘用庫爾森是「災難性的錯誤決定」。BBC （页面存档备份，存于）
- 曼徹斯特警方拘捕一名26歲女護士，並落控起訴她涉嫌謀殺，指她與較早前斯托克波特一所醫院三名病人死亡的案件有關。調查發現，三名死者生前注射的生理鹽水懷疑被人蓄意加入胰島素。BBC （页面存档备份，存于）

## 7月13日
- 英揆大衛·卡梅倫在下議院出席首相答問環節，形容新聞集團的竊聽醜聞像一場「沖天大火」置部份傳媒界和警方於火海之中。他強調，任何犯事者都要受到檢控，並與在野工黨黨魁站在同一陣線，要求新聞集團行政總裁麗貝卡·布魯克斯（Rebekah Brooks）引咎辭職。英國三大黨黨魁昨日在唐寧街10號商議事態的最新發展，並聽取蘇格蘭場匯報調查進展。BBC （页面存档备份，存于）
- 政府最新數字顯示，全國5月份失業人數為245萬人，較2月份減少26,000人，失業率由上一季的百分之7.8，降至百分之7.7。不過，6月份申領失業救濟的人數增加24,500人至152萬人，是兩年來最大的增幅。BBC （页面存档备份，存于）

## 7月12日
- 前首相白高敦接受BBC訪問，他質疑新聞集團旗下《太陽報》在2006年透過非法手段取得資料，公開報導其幼子患有囊腫性纖維化，另一新聞集團旗下的《星期日泰晤士報》更曾經涉嫌非法套取其財務及產業資料。他批評新聞集團以「骯髒手段」取得別人的個人私隱。新聞集團發言人回應白高敦的指控，堅稱他們是透過合法渠道取得白高敦幼子的病歷，但承諾會調查他對《星期日泰晤士報》的指控。BBC （页面存档备份，存于）
- 反映通漲水平的6月份消費者物價指數為百分之4.2，較5月份下跌百分之0.3，市場最初估計指數會維持在百分之4.5。BBC （页面存档备份，存于）

## 7月10日
- 新聞集團主席魯珀特·梅鐸由美國飛抵倫敦，親自處理旗下《世界新聞報》截聽電話醜聞，該報受醜聞困擾下，在今日發行最後一期報紙便正式停刊，結束168年的歷史。另一方面，在野工黨黨魁文立彬出席BBC清談節目時表示，他會在下院發起投票，迫使政府延遲審理新聞集團提出收購英國天空廣播的申請，以便警方先就竊聽醜聞完成刑事調查。文立彬又認為梅鐸應放棄收購計劃，以及解僱現任新聞集團行政總裁、曾任《世界新聞報》總編輯的麗貝卡·布魯克斯（Rebekah Brooks）。
- 政府首度發出建議，認為5歲以下幼童和嬰兒應該每日最少做3個小時的運動，政府醫療專家表示，幼童做足夠的運動可減低步入中年以後患上癡肥、心臟疾病和糖尿病的風險，也有助加速腦部發展。BBC （页面存档备份，存于）

## 7月9日
- 在野工黨促請政府立即委任法官主持獨立委員會，就《世界新聞報》連串截聽電話醜聞展開研訊。工黨擔心隨著《世界新聞報》即將停刊，大量關於該報的內部通訊和其他重要證據會被銷毀。較早時，《世界新聞報》強烈否認《衛報》報導，指他們已刪除數以百萬計的留言紀錄。另外，被指涉嫌策劃連串竊聽事件和涉嫌行賄的《世界新聞報》前總編輯安迪·庫爾森（Andy Coulson），與另外兩人獲准保釋至今年10月。BBC （页面存档备份，存于）
- 劍橋公爵伉儷結束對加拿大九日的皇家訪問，轉抵美國加州繼續行程，首日於洛杉磯出席兩項以英國為主題的活動。兩人在英國駐洛杉磯總領事官邸出席其中一個場合時，會見了著名足球球星碧咸等友好。BBC （页面存档备份，存于）

## 7月8日
- 警方正式拘捕安迪·庫爾森（Andy Coulson），指控他在2003年至2007年出任《世界新聞報》總編輯期間，涉嫌多番主持電話竊聽以及行賄。《世界新聞報》母公司新聞集團及其主席魯珀特·梅鐸在事件發生後承受多方面壓力，梅鐸較早時已宣佈《世界新聞報》將於7月11日起停刊；另方面，對於新聞集團有意收購英國天空廣播，消息指通訊廳認為竊聽醜聞反映《世界新聞報》多年來管理混亂，質疑身為母公司的新聞集團是否適合作出收購。BBC （页面存档备份，存于）
- 英揆大衛·卡梅倫宣佈將會委任由法官領導的獨立委員會，對《世界新聞報》的竊聽醜聞及傳媒的新聞操守展開研訊。三大政黨也認為事件反映新聞界投訴委員會監管不力，要求將之裁撤和另立一個權力更大的獨立監管機構。庫爾森在2007年卸任《世界新聞報》總編輯後，一直出任保守黨傳訊總監至今年1月，卡梅倫表示會就當年聘用庫爾森一事「負全責」，不過工黨黨魁文立彬批評，卡梅倫當初聘用庫爾森是「嚴重的錯誤判斷」，認為他有很多「嚴正的問題」需要交代。BBC （页面存档备份，存于）
- 英國煤氣宣佈由8月18日起分別調高家用煤氣費用平均百分之18、以及電力費用平均百分之16，預計有900萬戶家庭受影響，煤氣費和電費都上調的住戶，每年平均要多付190英鎊。BBC （页面存档备份，存于）

## 7月7日
- 蘇格蘭場正著手調查《世界新聞報》涉嫌非法截聽他人電話的案件，消息透露，警方現正根據一份在2005年從該報社檢獲的文件，設法與4,000名懷疑被截聽的對象聯絡。蘇格蘭場發言人表示明白事件引起公眾嘩然，但強調警方需要時間調查，希望公眾保持耐性。BBC （页面存档备份，存于）
- 政府以立法形式，正式容許英國商船僱用私人武裝護衛，以確保航程安全和防範商船被日益活躍的海盜襲擊。政府發言人表示，最理想的情況是每艘英國船隻都有皇家海軍陸戰隊成員駐守，但在資源緊絀的情況下不能實現。BBC （页面存档备份，存于）

## 7月6日
- 英揆大衛·卡梅倫向下議院表示計劃在2012年年底前撤走多500名駐阿富汗英軍，加上今年已撤走的400名英軍，屆時將共有9,000名英軍撤回返國。雖然有英軍將領擔心英軍過早撤出，但卡梅倫重申英軍將按聯合政府較早時訂定的目標，在2015年前結束在阿富汗的軍事戰鬥任務。他強調，阿富汗軍隊將要為該國的國防負起更大責任，而國際間對阿富汗的任務，也將踏入「新的階段」。BBC （页面存档备份，存于）
- 對於《世界新聞報》再被揭發涉嫌在2002年採訪一宗13歲女童失蹤及遇害案件時，非法截聽遇害女童手提電話的留言信箱和刪除數則留言，英揆大衛·卡梅倫認為有必要召開研訊，但目前要先等候警方完成全面調查。《世界新聞報》過去也被多次揭發涉嫌截聽和企圖截聽政要名流的電話，已披露的截聽對像包括影星曉治·格蘭、前副首相彭仕國勳爵、甚至是皇室成員，引起輿論嘩然。BBC （页面存档备份，存于）

## 7月5日
- 在德比郡設有廠房的加拿大鐵路列車生產商龐巴迪宣佈計劃裁減1,400名員工。較早時候，德國列車生產商西門子擊敗龐巴迪，從聯合政府奪得價值14億英鎊的倫敦泰晤士聯線大型擴建項目。西門子方面雖然表示會因為投得工程而在英國各地開創2,000個職位，但當中只有300個職位直接與製造列車有關。BBC （页面存档备份，存于）
- 英揆大衛·卡梅倫訪問阿富汗會見阿富汗總統卡爾扎伊，他以北愛爾蘭的和平進程作例子，表示只要塔利班放棄使用暴力和展示友善態度，將來也可以參與阿富汗的政治。BBC （页面存档备份，存于）

## 7月4日
- 外相夏偉林與前任美國國務卿康多莉扎·賴斯在倫敦為美國駐英國大使館外的前美國總統列根銅像揭幕，紀念列根今年誕生百周年。BBC （页面存档备份，存于）
- 由BBC委託進行的一項民意調查顯示，近半數受訪的英格蘭民眾反對蘇格蘭獨立，對於如果蘇格蘭舉行公投通過獨立，百分之45受訪者也認為應該在全英國舉行公投確認。今次調查顯示，有大約百分之36的英格蘭民眾支持蘇格蘭獨立。BBC （页面存档备份，存于）

## 7月3日
- BBC信託主席彭定康勳爵出席BBC清談節目，表示將於未來數日交代BBC高層行政人員薪酬水平的問題，他承認管理層薪酬水平問題未能妥善處理，是公眾對BBC缺乏同情的原因之一。彭定康也表示仍然不排除關閉部份頻道或服務以節省經營開支的可能。BBC （页面存档备份，存于）
- 《觀察家報》披露社區大臣白高志一名副手致首相府的內部書信，信中警告聯合政府為各項福利設下發放限額，可導致20,000人無家可歸，至於福利制度的其他改動，也可導致另外20,000人失去家園。白廳消息表示，白高志本人沒有撰寫該封信件，也未曾與其他閣揆提出信中的問題。在野工黨批評事件反映部門之間溝通混亂，正計劃在周一於國會提出緊急質詢。BBC （页面存档备份，存于）

## 7月1日
- 就業及退休保障大臣施志安在西班牙出席一個公開場合上，促請英國企業向英國失業的年輕人「提供機會」，優先考慮聘用他們，而不是繼續依賴外地員工。不過，工黨認為政府應採取「適當行動」，而非空談。BBC （页面存档备份，存于）
- 劍橋公爵與夫人凱薩琳繼續在加拿大第二日的行程。兩人於首都渥太華慶祝加拿大日，並出席一場入籍儀式，向每名新入籍的加拿大人頒授加拿大國旗。劍橋公爵夫婦將於7月8日由加拿大轉往美國繼續訪問。BBC （页面存档备份，存于）

| 依月份排列新聞動態 |
| \| - 2014年英國：1月 - 2月 - 3月 - 4月 - 5月 - 6月 - 7月 - 8月 - 9月 - 10月 - 11月 - 12月 - 2013年英國：1月 - 2月 - 3月 - 4月 - 5月 - 6月 - 7月 - 8月 - 9月 - 10月 - 11月 - 12月 - 2012年英國：1月 - 2月 - 3月 - 4月 - 5月 - 6月 - 7月 - 8月 - 9月 - 10月 - 11月 - 12月 - 2011年英國：1月 - 2月 - 3月 - 4月 - 5月 - 6月 - 7月 - 8月 - 9月 - 10月 - 11月 - 12月 - 2010年英國：1月 - 2月 - 3月 - 4月 - 5月 - 6月 - 7月 - 8月 - 9月 - 10月 - 11月 - 12月 - 2009年英國：1月 - 2月 - 3月 - 4月 - 5月 - 6月 - 7月 - 8月 - 9月 - 10月 - 11月 - 12月 - 2008年英國：1月 - 2月 - 3月 - 4月 - 5月 - 6月 - 7月 - 8月 - 9月 - 10月 - 11月 - 12月 檢閱 \| |
| - 2014年英國：1月 - 2月 - 3月 - 4月 - 5月 - 6月 - 7月 - 8月 - 9月 - 10月 - 11月 - 12月 - 2013年英國：1月 - 2月 - 3月 - 4月 - 5月 - 6月 - 7月 - 8月 - 9月 - 10月 - 11月 - 12月 - 2012年英國：1月 - 2月 - 3月 - 4月 - 5月 - 6月 - 7月 - 8月 - 9月 - 10月 - 11月 - 12月 - 2011年英國：1月 - 2月 - 3月 - 4月 - 5月 - 6月 - 7月 - 8月 - 9月 - 10月 - 11月 - 12月 - 2010年英國：1月 - 2月 - 3月 - 4月 - 5月 - 6月 - 7月 - 8月 - 9月 - 10月 - 11月 - 12月 - 2009年英國：1月 - 2月 - 3月 - 4月 - 5月 - 6月 - 7月 - 8月 - 9月 - 10月 - 11月 - 12月 - 2008年英國：1月 - 2月 - 3月 - 4月 - 5月 - 6月 - 7月 - 8月 - 9月 - 10月 - 11月 - 12月 檢閱       |